# Pigeonita
La pigeonita és un mineral silicat del subgrup dels clinopiroxens. La seva fórmula és (Ca, Mg, Fe)(Mg,Fe)Si₂O₆, podent variar el contingut en calci del 5 al 25%.

## Característiques químiques
La pigeonita cristal·litza en el sistema monoclínic, com també ho fa l'augita, existint entre els dos minerals una solució sòlida. A baixes temperatures la pigeonita és relativament inestable mentre que l'augita augmenta la seva estabilitat. El límit d'estabilitat (amb relació a la temperatura) depèn de la proporció Fe/Mg al mineral, i es desplaça cap a més temperatura com més contingut de magnesi presenta; per a una proporció Fe/Mg de 1, la temperatura es desplaça fins als 900 °C. La presència de pigeonita en roques ígnies és una evidència de la temperatura de cristal·lització del magma.

## Context geològic i localització
El nom de la pigeonita ve de la seva localitat tipus, que se situa a Pigeon Point, Minnesota, EUA. Va ser descrita per primer cop l'any 1900. La pigeonita es troba com a fenocristalls en roques volcàniques a la Terra i cristalls en meteorit provinents de Mart i la Lluna. En roques ígnies lentament refredades la pigeonita no s'acostuma a preservar, però molts cops queden evidències texturals. També es pot trobar en roques màfiques intrusives estratificades o en formacions de ferro metamorfitzades. Apareix associada a altres minerals com l'augita o l'olivina. Als territoris de parla catalana tan sols ha estat descrita al meteorit de Canyelles, una condrita ordinària que va caure sobre Canyelles en el mes de maig de l'any 1861.

## Galeria

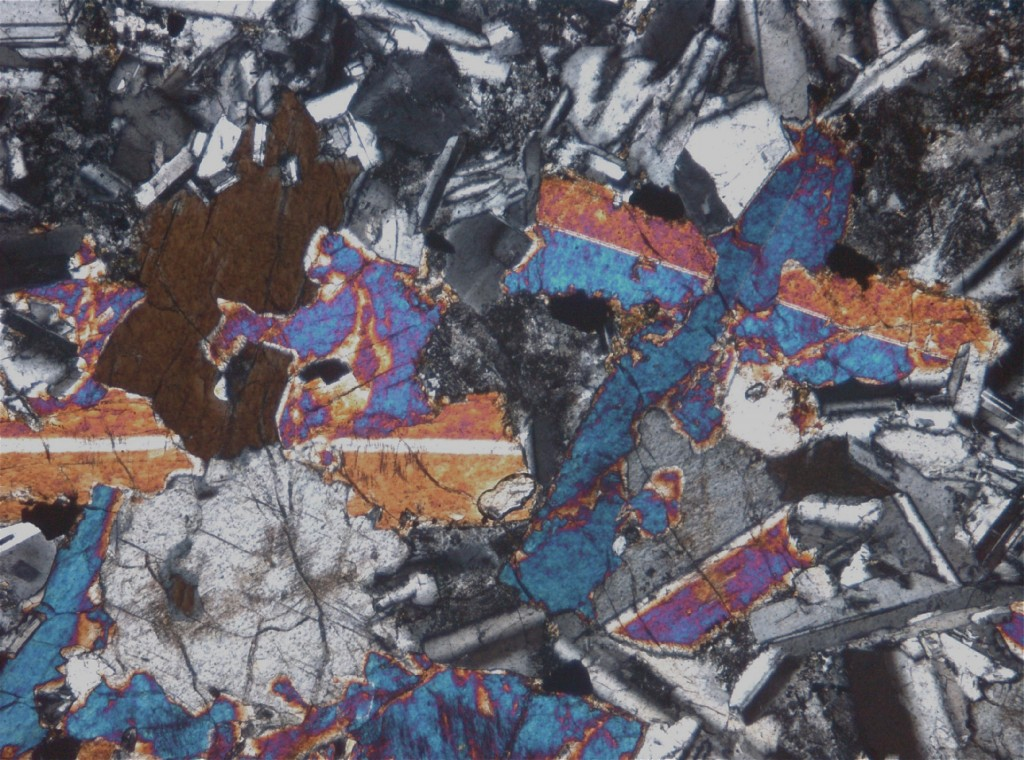